# 會津鐵道AT-700型柴聯車
會津鐵道AT-700型柴聯車（日语：／ Aizu Tetsudō AT-700-gata kidōsha）是會津鐵道會津線使用的柴聯車，並於2010年5月30日開始投入使用。本條目也記載於同年製造並配備列車廁所的同型車輛會津鐵道AT-750型柴聯車（日语：／ Aizu Tetsudō AT-750-gata kidōsha）。
會津鐵道曾向名古屋鐵道購買名鐵KiHa8500系柴聯車，並於2002年3月開始作為AIZU山特快的列車使用；但因為KiHa8500系的特急型行車裝置不適合在低速區間的會津線上行駛，因此會津鐵道決定引入新型車輛進行汰換，並於2006年引進由新潟運輸系統製造的AT-700型和AT-750型柴聯車。
本型車以新潟運輸系統製造的輕型鐵路動力客車NDC為基礎進行設計，車體規格基本上與會津鐵道AT-500型和AT-600型柴聯車相同。車體塗裝則採用會津地方的傳統工藝品會津塗所使用的深紅色。車廂內部設計成和式空間的氛圍，並採用茶色系的內裝。而座椅則配置11排可轉向的交叉式躺椅，靠近乘客用的車門、列車排氣管旁及廁所入口前的座椅皆為單人座椅，其餘則是雙人座椅。